# Iglesia ortodoxa turca
La Iglesia ortodoxa turca (Türk Ortodoks Kilisesi en turco) o Patriarcado Ortodoxo Turco Autocéfalo (Bağımsız Türk Ortodoks Patrikhanesi) es una Iglesia ortodoxa no canónica, únicamente reconocida por el Estado turco. El jefe de la Iglesia es el patriarca, quien reside en Estambul.
Tras su fundación, en 1922, el patriarca tomó el título de papa (Baba en turco), adoptando el calendario y el rito ortodoxo pero usando como lengua litúrgica el turco. Desde sus inicios, y a lo largo de todo el siglo XX, esta Iglesia mantuvo un constante enfrentamiento con el Patriarcado Ecuménico de Constantinopla, debido a cuestiones políticas y no por razones religiosas.
A comienzos del siglo XXI, ya en franca decadencia, la Iglesia ortodoxa turca dejó de ofrecer servicios religiosos, pues no contaba ni con sacerdotes ni con feligreses.

## Historia

### Orígenes y fundación
La denominada Iglesia ortodoxa turca fue creada por el sacerdote Pavlos Efthimios Karahisarides en 1922 y apoyada desde sus inicios por el gobierno de Ankara, que acababa de salir victorioso de la guerra de independencia contra Grecia.
Efthimios había nacido en 1884, era miembro de la comunidad griega turcoparlante (Karamanlı) de Capadocia y fue consagrado sacerdote ortodoxo en 1915. Los karamanlis eran antiguos habitantes de Anatolia, cristianizados en el rito ortodoxo, que hablaban un dialecto turco pero utilizando para su escritura caracteres griegos.
Durante la guerra de independencia (1919-1922) Efthimios combatió, junto con otros clérigos, del lado de los turcos nacionalistas formando un destacamento denominado “Congregación General de Turcos Ortodoxos Anatolios” (Umum Anadolu Türk Ortodokslari Cemaatleri).
Por razones que no están claras, Efthimios mostró una temprana hostilidad hacia la Iglesia ortodoxa griega pese a pertenecer a ella. En 1921 afirmó: 

Devolveré el esplendor al Patriarcado de Fener [Estambul], y lo haré muy pronto. ¡Larga vida al victorioso ejército turco!

Ese mismo año, el diplomático sueco Gustaf Wallenberg redactó un informe en el que recogía el contenido de un telegrama fechado en marzo y remitido por “el clero y la congregación [ortodoxa] de Kayseri”, quienes explicaban que “con el establecimiento de un patriarcado turco independiente, como deseamos, vemos la forma de poner fin de cara al futuro a las atroces calumnias contra nuestro patriotismo que la política europea y del Patriarcado Ecuménico ha intentado propagar”. 
En el mismo documento se informaba que, a comienzos de abril, la Gran Asamblea Nacional -órgano legislativo del gobierno nacionalista encabezado por Mustafa Kemal- “nombró un comité para trabajar en propuestas que regulen el estatus jurídico de la planeada Iglesia ortodoxa turca”.
Un año después, el 21 de septiembre de 1922, y con la guerra ya decidida a favor de las tropas de Mustafa Kemal, tuvo lugar un concilio en la ciudad de Kayseri (la antigua Cesarea) en el que 72 religiosos encabezados por Efthimios fundaron el Patriarcado Turco Ortodoxo Independiente (Müstakil Türk Ortodoks Patrikhanesi), intentando con ello representar a los 400 mil ortodoxos karamanlis que habitaban en Capadocia. La nueva comunidad llegó incluso a publicar el periódico “La Voz de la Ortodoxia en Anatolia” (Anadolu’da Ortodoksluk Sadasi), del cual sólo fueron editados 16 números entre julio de 1922 y febrero de 1923. Esta situación movió durante un tiempo al Patriarcado Ecuménico a considerar la posibilidad de crear una provincia eclesiástica autónoma en la que la lengua litúrgica fuera el turco.
En enero de 1923, y contando con el apoyo del gobierno de Ankara, Pavlos Efthimios Karahisarides se ungió como Patriarca adoptando el nombre de Papa Eftim I (Baba Eftim), pese a que los sacerdotes casados -como era su caso- no podían desempeñar cargos superiores en las Iglesias ortodoxas. Posteriormente también cambiaría su nombre de pila adoptando el de Zeki Erenerol de raíz turca.

### Inicio de la República
El Tratado de Lausana (24 de julio de 1923) sancionó la desaparición del Imperio otomano y el nacimiento de la moderna República de Turquía. Pero también estableció el llamado Acuerdo de Intercambio de Población entre ambos contendientes por el cual la mayoría de la población griega de Turquía sería deportada a Grecia, poniendo fin así a casi tres mil años de presencia de griegos en las costas orientales del Egeo y meridionales del mar Negro, mientras que una parte importante de la población turca de Tracia occidental sufriría idéntica suerte haciendo el camino inverso.
Aunque en un principio la nueva Iglesia albergó la esperanza de conseguir una exención al Tratado para los karamanlis, en tanto que turcoparlantes, el criterio de intercambiabilidad adoptado por las autoridades fue la religión (cristiana o musulmana) y no la lengua (turca o griega), lo que desposeyó a Efthimios de potenciales feligreses. Por el contrario, el propio Mustafa Kemal exoneró al sacerdote disidente y a su familia de tener que abandonar Turquía sobre la base de “los servicios prestados por el Papa Eftim tanto a este país como a todo el ejército”, pese a lo cual tres de sus cuatro hermanas prefirieron marchar a Grecia.
Abandonaron Turquía alrededor de 1,6 millones de habitantes de Anatolia de religión ortodoxa. A su vez, unos 400 mil habitantes de la Grecia europea de religión musulmana fueron expulsados de sus hogares. Merced al artículo 2 de la Subcomisión de Intercambio (de 30 de enero de 1923) quedaron excluidas las poblaciones ortodoxas de Estambul (unas 125 mil personas) y de las islas de Imbros y Tenedos, así como los musulmanes establecidos en Tracia occidental (110 mil).
Por tal motivo, y gracias a una autorización gubernamental, el Papa Eftim decidió trasladarse de Capadocia a Estambul donde contaba con algunos seguidores en el barrio de Gálata. El gobierno turco quiso de ese modo disponer de un interlocutor alternativo al Patriarca Ecuménico, y según aseguró el hijo de Eftim, Selçuk Erenerol, el propio Mustafa Kemal pidió a su padre que tomara posesión del Patriarcado de Fener con el fin de debilitar y asimilar a la denominada comunidad griega.
De hecho, durante la negociación de Lausana, la delegación turca presentó ante la Subcomisión de Intercambio de Poblaciones una solicitud formal para que el Patriarcado Ecuménico fuera trasladado fuera de las fronteras de Turquía por la hostilidad manifestada durante la guerra. La petición fue unánimemente rechazada, aunque se recogió la fórmula de compromiso propuesta por la delegación francesa de mantener la institución en Estambul pero privándola del poder político y administrativo que había disfrutado durante el extinto Imperio Otomano.
Mientras estas conversaciones tenían lugar, el gobierno continuó con su plan de acoso apoyándose para ello en la recién fundada Iglesia ortodoxa turca. Desde su llegada a Estambul, Efthimios se implicó en ese proyecto llevando a cabo una campaña sistemática y violenta contra el Patriarcado Ecuménico. El 1 de junio de 1923 los adeptos de la nueva Iglesia golpearon e intentaron secuestrar al Patriarca Melecio IV Metaxakis, quien abandonó el país un mes después. Aprovechando el vacío de poder, el 2 de octubre, Efthimios sitió y ocupó la sede ecuménica en el barrio de Fener nombrando su propio sínodo y proclamándose Representante General de todas las Comunidades Ortodoxas (Bütün Ortodoks Ceemaatleri Vekil Umumisi).
Pese a que estas acciones causaron gran indignación en Grecia y en el mundo ortodoxo, el gobierno de Atenas (12 de octubre) mostró a la prensa su deseo de establecer relaciones amistosas con Turquía y de reconocer a un nuevo Patriarca ecuménico en Constantinopla a condición de que su elección fuese realizada estrictamente de acuerdo con las reglas y normas eclesiásticas. Ese mismo día la Iglesia griega comenzó las gestiones para conseguir la abdicación de Melecio IV, que se hallaba en Tesalónica.
El 6 de diciembre de 1923, el sínodo ecuménico eligió al metropolitano de Kadıköy (Calcedonia), Gregorio, como nuevo Patriarca por diez votos a uno, y tras una oposición vehemente del Papa Eftim al que se le había permitido participar. Una semana más tarde, durante la ceremonia de coronación, Efthimios juntó a varios de sus seguidores y ocupó por segunda vez la sede pontifical, asumiendo su control hasta que tuviera lugar una nueva elección que, a su entender, designara un patriarca legítimo. En la carta enviada a Gregorio, le dijo: 

“Usted sabe que no tiene la confianza del gobierno (turco). Aceptando el cargo de Patriarca usted ha dañado los intereses de la comunidad. Le aconsejo dimitir”.

Sin embargo, dos días después, la policía siguiendo órdenes de Ankara desalojó a Eftim y a sus adeptos restaurando a los inquilinos legales. El Ministro de Justicia explicó ante el Parlamento que el Patriarcado era solamente un institución religiosa y que la elección de Gregorio VII contaba con la aprobación del gobierno. “El Patriarca -afirmó el ministro- es la cabeza de los sacerdotes y el gobierno tiene derecho a supervisar que en su elección el candidato y los votantes sean turcos. El gobierno no conoce ninguna injerencia extranjera ni la cree posible, si hubiera descubierto tal intervención la elección se habría anulado”. A los pocos días de su nombramiento, Gregorio VII comunicó a las autoridades su disposición y dedicación para con el estado turco, y el 25 de diciembre Mustafa Kemal se lo agradeció mediante un telegrama.

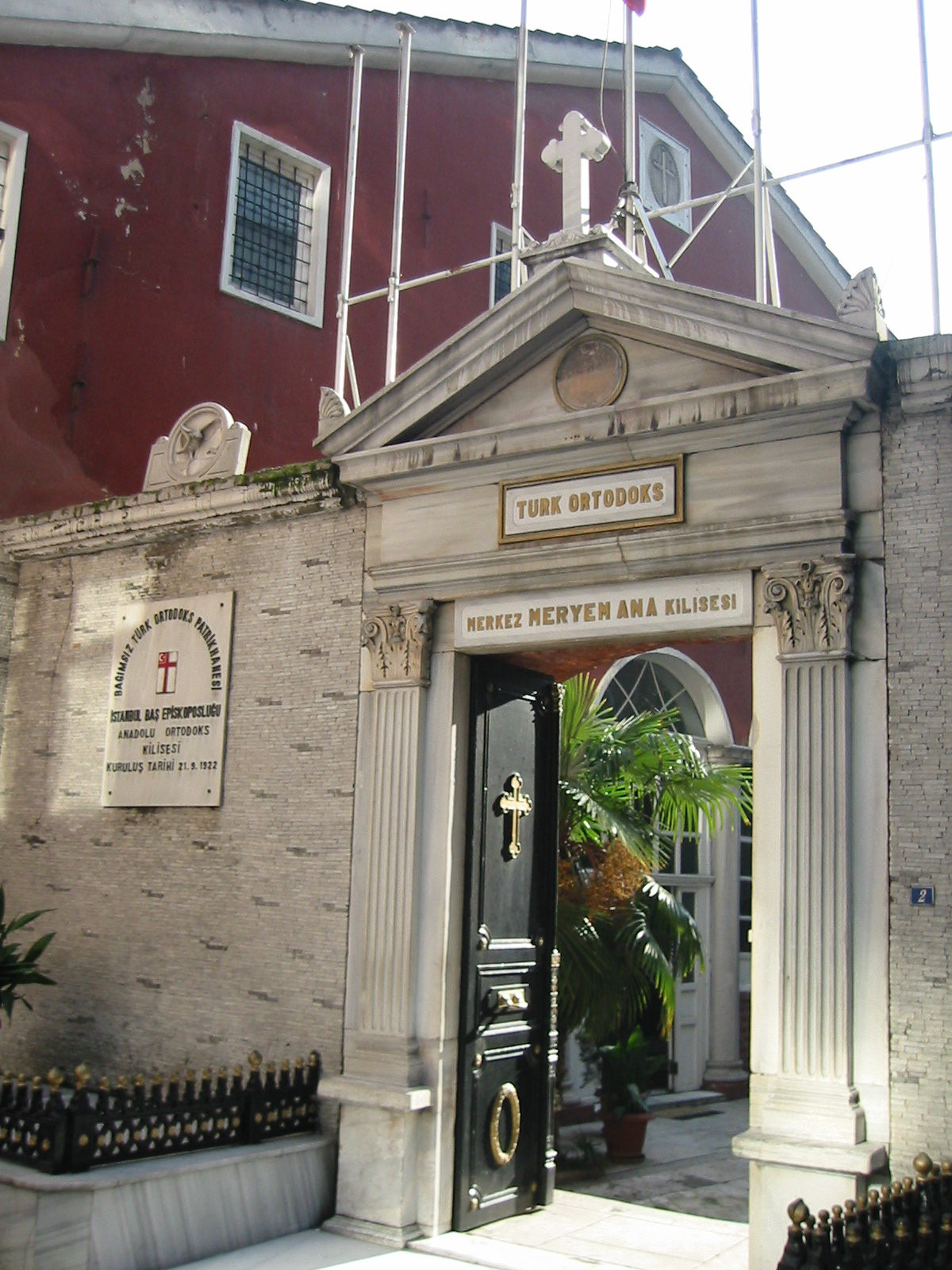
Iglesia de Santa María de Kaffa (Panagia Kaphatiani), Patriarcado Ortodoxo Turco

Ante esa situación, y con el fin de tener un lugar de culto desde donde proseguir con su actividad, el Papa Eftim se apoderó de la iglesia greco-ortodoxa de Santa María de Kaffa (Panagia Kaphatiani) en Gálata, lo que le valió su excomunión dictada por el Patriarca ecuménico el 19 de febrero de 1924. El 6 de junio del mismo año, se llevó a cabo en ese lugar el segundo concilio de la Iglesia ortodoxa turca, y durante el mismo Efthimios declaró su intención de trasladar la jefatura de su Patriarcado de Kayseri a Estambul y establecerlo en la iglesia requisada.
A partir de ese momento, el gobierno turco dejó de prestar abierto apoyo al Papa Eftim pues se hizo cada vez más evidente que los intentos de dividir a la comunidad greco-ortodoxa no tenían ningún éxito. Uno de sus seguidores afirmó en febrero de 1926 que el gobierno turco no se hacía ilusiones sobre el Patriarcado Ortodoxo Turco pues no existía tal congregación religiosa. Y el mismo Mustafa Kemal llegó a calificar al Papa Eftim como “un general sin soldados”.
Más aún siendo pocos, el 31 de marzo de 1926, se apoderaron de una segunda iglesia, la del Cristo Salvador (Sotiros Christos) en el citado barrio de Gálata, que posteriormente el gobierno turco restituyó al Patriarcado ecuménico en 1948. Entre los años 1926 y 1932, la Iglesia ortodoxa turca publicó un diario (Metarithmisis) escrito en turco pero con caracteres griegos para defender su causa y alentar a los greco-ortodoxos de Estambul (unas 100 mil personas en 1927) a que abandonaran a su pontífice y se unieran a la nueva Iglesia, aunque con muy poco éxito.

### La firma del tratado de amistad greco-turco
Los tratados de amistad firmados en junio y octubre de 1930 entre Grecia y Turquía abrieron una nueva etapa en las relaciones bilaterales favoreciendo la reconciliación de ambos países, la estabilidad del Patriarcado de Constantinopla y, por ende, el debilitamiento de las posiciones del Papa Eftim. En mayo de 1931, Mustafa Kemal tranquilizó al primer ministro griego Eleutherios Venizelos asegurando que él se encargaría de mantener al Papa Eftim fuera de los asuntos del Patriarcado Ecuménico.
Aún hubo algunos esfuerzos por reforzar el papel de los turco-ortodoxos. A comienzos de los años 30 el embajador de Turquía en Rumanía, Hamdullah Suphi Tanriöver, intentó atraer a una minoría etno-religiosa que habitaba las regiones de Gagauzia y Besarabia (en aquella época integradas en Rumanía y en la actualidad pertenecientes a la república de Moldavia). Los gagauzos eran cristianos ortodoxos que hablaban un dialecto turco (gagauzo) pero cuya escritura se realizaba con caracteres griegos. Pese a las similitudes con los karamalis no tenían vínculo ni relación histórica alguna con ellos. Los planes del embajador preveían el establecimiento de esta población en la región turca de Mármara, de modo que pudieran integrarse en la Iglesia fundada por Eftim I. El proyecto se vio truncado, en gran medida, por el inicio de la Segunda Guerra Mundial, pero para 1935 el diplomático había logrado convencer a unos 70 miembros del grupo gagauzo, hombres y mujeres jóvenes, para que se establecieran en Turquía. Los nuevos habitantes tuvieron que hacer frente a numerosos problemas debido a su religión y finalmente se vieron forzados a convertirse al Islam. Ello ocasionó una queja del Papa Eftim a Hamdullah Suphi Tanriöver, en la que preguntaba “¿dónde están mis 70 devotos?” Su fracaso era tan evidente que no pudo ni siquiera llegar a conservar dentro de su Iglesia a los 70 inmigrantes cristianos.
Y todavía en 1936, uno de los principales personajes de este movimiento y estrecho colaborador del Patriarca Eftim, Istamat Zihni Özdamar, fue nombrado diputado para el Parlamento turco en representación de la minoría cristiano ortodoxa.
Aunque no hay ninguna duda entre los vínculos del gobierno de Turquía con el patriarca disidente, parece también claro que tras la firma del Tratado de Lausana, y tan pronto como las diferencias con Grecia fueran resueltas, el proyecto de una Iglesia ortodoxa turca cayó en el olvido por parte de las autoridades turcas.
Por tanto a partir de ese momento, y en mayor medida tras la muerte de Mustafa Kemal Atatürk en 1938, la Iglesia ortodoxa turca perdió su prestigio ante las autoridades y también cualquier esperanza de reunir a una comunidad de fieles. Carente de religiosos en su congregación, Eftim I ordenó como sacerdotes a sus sobrinos Ermis y Doran, en 1937, y posteriormente a su hijo mayor Turgut, todos ellos sin ninguna preparación eclesiástica.

### Comienza la decadencia
El Papa Eftim nunca ocultó sus vínculos con el movimiento nacionalista, llegando a enviar un telegrama de felicitación a Mussolini por mostrar su amistad hacia Turquía, pero ello no le impidió solicitar a Ankara la exención de su hijo para el servicio militar en 1946.
Pese a sus dificultades, Eftim I siguió ofreciendo sus servicios al estado turco, y así en 1953 organizó una manifestación contra el Patriarca ecuménico Atenágoras I, multiplicando declaraciones en su contra.
Sin más apoyo que el familiar, en 1956 nombró sacerdote a su hijo menor Selçuk y el 15 de octubre de 1961 Turgut Erenerol alcanzó el grado de obispo como paso previo a una posible designación como sucesor. De ese modo, cuando por motivos de salud Eftim I se retiró del cargo Turgut fue nombrado segundo patriarca de la Iglesia ortodoxa turca, el 28 de febrero de 1964, bajo el nombre de Eftim II.
Tras el golpe de Estado de 1960 uno de sus impulsores, el coronel ultraderechista y posteriormente líder de la organización paramilitar “Lobos Grises” (Bozkurtlar) Alparslan Türkeş, mostró un nuevo interés por el patriarcado turco. Pero su posterior expulsión de la Junta Militar impidió que Eftim I recibiera la ayuda prometida.
Sin embargo, siguieron siendo toleradas muchas de sus actuaciones y de ese modo aprovecharon las tensiones provocadas por la crisis de Chipre para, en agosto de 1965, adueñarse con la aquiescencia gubernamental de las iglesias de San Nicolás (Aghios Nicolaos) y de San Juan Bautista (Aghios Ioannis Prodromos), propiedad de la comunidad greco-ortodoxa de origen jonio asentada en el barrio estambulí de Gálata. Ya en esos años la Iglesia ortodoxa turca carecía por completo de feligreses.
Tras la muerte de Eftim I, el 14 de marzo de 1968, y ante la negativa del Patriarcado Ecuménico de permitir su entierro en el cementerio greco-ortodoxo de Şişli al estar excomulgado, la ceremonia pudo ser llevada a cabo sólo tras la intervención del gobierno, y a la misma únicamente asistieron senadores, diputados y otros dignatarios.
Durante los años siguientes, la Iglesia turca continuó sus enfrentamientos contra el Patriarcado de Fener tratando a la vez de crear un clima desfavorable contra éste y agradar a las autoridades. En 1972, Eftim II indicó que “el Patriarcado de Fener debería ser retirado de Turquía cuanto antes. En Turquía hay una comunidad de ciudadanos turcos ortodoxos”. Persiguiendo con ello las intenciones de su predecesor y conseguir una comunidad de fieles que justificaran su existencia.
En 1966, fue creada la Iglesia ortodoxa turca en América por el arzobispo Civet Kristof (Christopher M. Cragg), quien no quería depender del arzobispado griego de los Estados Unidos, y por tanto del Patriarcado Ecuménico de Constantinopla. Tres años después, esta comunidad aseguraba contar con 14 iglesias, 6 parroquias y cerca de 15 mil feligreses. Pero a principios de los años 80 Kristof se trasladó a Chicago y rebautizó su congregación como Iglesia ortodoxa americana, Diócesis de Chicago y Norte América. Para entonces ya no mantenía ninguna relación con la Iglesia ortodoxa turca, y en 1991 dejó de tener lugares de culto.
Eftim II falleció el 9 de mayo de 1991 y, para poder ser enterrado en el mismo cementerio que su padre, de nuevo tuvo que ser requerida la intervención de las autoridades. Pero en esa ocasión no hubo ningún sacerdote para conducir el funeral.

### Nuevo intento de acercamiento a los gagauzos
Selçuk Erenerol sucedió a su hermano en el trono patriarcal con el nombre de Eftim III. Y continuó la tradición familiar de su odio hacia lo griego, atacando a Bartolomé I, negándose a que fueran compensados cuantos perdieron sus posesiones al ser expulsados de Turquía en el pasado y continuando la presión sobre la exigua comunidad greco-ortodoxa de Estambul.
Siguiendo la misma línea, su hija Sevgi Erenerol se proclamó Portavoz de prensa y Relaciones Públicas del Patriarcado Independiente en 1991.
Tras la desaparición de la Unión Soviética, el gobierno turco propuso a Stephan Topal, presidente de la región autónoma de Gagauzia, que se vinculara a Eftim III de manera que la Iglesia ortodoxa turca pasaría de unos cuarenta fieles a cerca de 120 mil. Stephan Topal fue invitado a Turquía en 1994 y recogió la petición del Patriarca para que le fueran enviadas 100 familias y 4 sacerdotes a Estambul con el fin de constituir una verdadera comunidad. Sin embargo, el líder gagauzo se abstuvo de aceptar tal propuesta debido a sus compromisos y vínculos con Moscú, manteniendo a su pueblo fiel al Patriarcado Ortodoxo Ruso.
Pese a que algún autor (Mustafa Ekincikli) plantea que los gagauzos formarían parte de la Iglesia ortodoxa turca, lo cierto es que ninguna evidencia parece demostrar tal afirmación. Durante el 8.º Congreso de Amistad, Fraternidad y Cooperación de los Estados y Comunidades Túrquicas, celebrado del 24 al 26 de marzo de 2000, la presidencia del encuentro hizo un llamamiento a los gagauzos y a otras comunidades cristianas ortodoxas a que se agruparan alrededor de la Iglesia ortodoxa turca para permitir que llegara a ser “ecuménica”. A tal ofrecimiento no hubo ninguna respuesta oficial ni pública. Incluso desde el propio patriarcado se reconoció, poco tiempo después, que pese a las tentativas gubernamentales de tener contacto con poblaciones cristianas de Moldavia, y particularmente con los gagauzos, no se había obtenido ninguna respuesta. Los esfuerzos de Eftim III para convertirse en un puente entre Gagauzia y Turquía sólo son reconocidos por el movimiento ultranacionalista.

### Situación a comienzos delsigloXXI
El 29 de septiembre de 1997, Eftim III salió al paso de las críticas lanzadas por el Patriarcado Ecuménico asegurando que él “no tenía nada que hacer en política”. Pese a haber reconocido personalmente sus vínculos con la Organización Nacional de Inteligencia (MIT), los servicios secretos del ejército turco.
En agosto de 2000, Eftim III ordenó como diáconos a su hijo Paşa Ümit Erenerol y a su sobrino Erkin Kontoğlu. Unas semanas antes de su muerte, ocurrida el 20 de diciembre de 2002, Eftim III dimitió de su cargo como forma de protesta ante el acercamiento que estaba teniendo lugar entre el gobierno turco y el Patriarcado ecuménico y los preparativos para el ingreso de Turquía en la Unión Europea, algo a lo que él se oponía abiertamente.
En su texto de renuncia dirigido al gobierno aseguró que: 

La lucha nacional que mantuvimos durante 80 años ha terminado. Esta decisión hará felices al Patriarcado Ecuménico y a Grecia. Ahora ustedes pueden entrar en la Unión Europea.

Su entierro fue oficiado por el sacerdote ortodoxo búlgaro Konstantin Kostof, y celebrado en el cementerio greco-ortodoxo de Şişli donde se hallaban los anteriores patriarcas.
Paşa Ümit Erenerol le sucedió en el cargo con el nombre de Eftim IV. Su hermana, Sevgi Erenerol, es una connotada ultranacionalista que participó en el juicio contra el periodista turco de origen armenio Hrant Dink (asesinado en enero de 2007), denunció igualmente a los misioneros evangélicos extranjeros en Turquía y se opone al proceso de integración de Turquía en la Unión Europea. También ha criticado el folleto "Turismo de fe y cultura", publicado por el Ministerio de Cultura, por referirse a Anatolia como patria cristiana, afirmando que "Anatolia no pertenece a los cristianos sino a los musulmanes".
En el marco de la operación policial llevada a cabo contra la red terrorista “Ergenekon”, Sevgi Erenerol fue detenida en enero de 2008 como integrante de la misma. Un mes después fue detenido por el mismo motivo el Patriarca Eftim IV. La organización ultranacionalista habría planeado y llevado a cabo atentados con el fin de crear condiciones favorables para una intervención del ejército turco dirigida contra el gobierno del primer ministro Recep Tayyip Erdoğan. La justicia cree que en la sede del Patriarcado se realizaban las reuniones y se organizaban los actos criminales de Ergenekon.
La Iglesia ortodoxa turca no parece contar con más fieles que los miembros de la familia Erenerol. No tiene actividad litúrgica ni sacerdotes y los patriarcas no recibieron ninguna formación teológica. El Papa Eftim I tenía conocimientos básicos y ningún libro religioso propio salvo los textos en que tradujo la liturgia ortodoxa al turco, Eftim II era médico y Eftim III se dedicaba al comercio. Ninguno fue elegido en un Santo Sínodo, y su decisión de casarse fue apoyada por el gobierno turco en contra de las objeciones hechas desde el Patriarcado Ecuménico.

## Iglesias

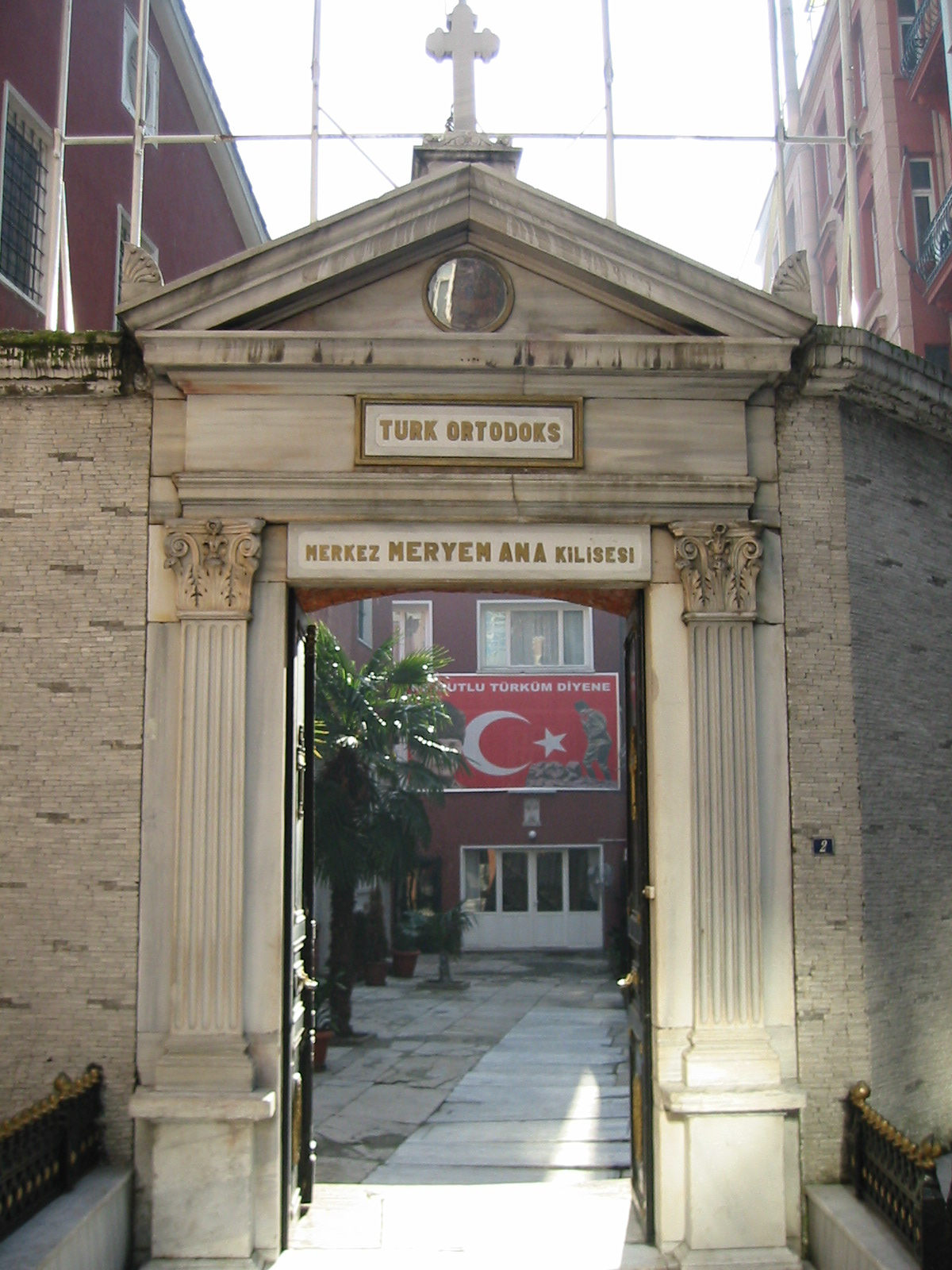
Iglesia de Santa María de Kaffa

El Patriarcado Ortodoxo Turco cuenta con tres iglesias, todas ellas situadas en el barrio de Karaköy de Estambul y a escasa distancia unas de otras. La zona estuvo habitada por antiguos pobladores de la isla de Quíos, por lo que era denominado el barrio jónico. El Patriarcado Ecuménico, a quien pertenecían originariamente, nunca ha reconocido la usurpación y continúa reclamando su propiedad y la restitución de los templos con sus pertenencias.
- La iglesia de Santa María de Kaffa (Panagia Kaphatiani) es la sede del Patriarcado Ortodoxo Turco y se encuentra en el número 2 de Ali Paşa Değirmen Sokağı. Está dedicada a la dormición de la Virgen. La iglesia es conocida popularmente como Nuestra Señora de Kaffa (Panagia kafatiane) porque fue fundada por la comunidad griega de Kaffa (Crimea). La primera mención de este templo fue realizada por Tryfon Karabeinikov en 1583, quien había sido enviado a Estambul por el Zar Ivan IV, el Terrible, con el objetivo de distribuir fondos entre las iglesias y monasterios greco-ortodoxos de la ciudad.[30]

La primera construcción data de 1475 y fue realizada sobre una tierra comprada a los genoveses de Gálata, antes de la conquista de Constantinopla por las tropas otomanas. Posteriormente sufrió numerosos incendios y fue varias veces reconstruida hasta llegar a 1840, fecha a la que pertenece la actual edificación. La pieza más valiosa es el icono de la llamada Virgen Negra (Hodegitria) traída desde Kaffa en 1475 por los fundadores de la iglesia. Al menos desde 2008 no se realizan servicios religiosos en su interior y sólo el exonártex está abierto al público. En el mismo se encuentra un barco de plata realizado por los marineros de la isla de Quíos como ofrenda a su patrón San Nicolás, y que procede de la vecina iglesia que lleva su nombre.

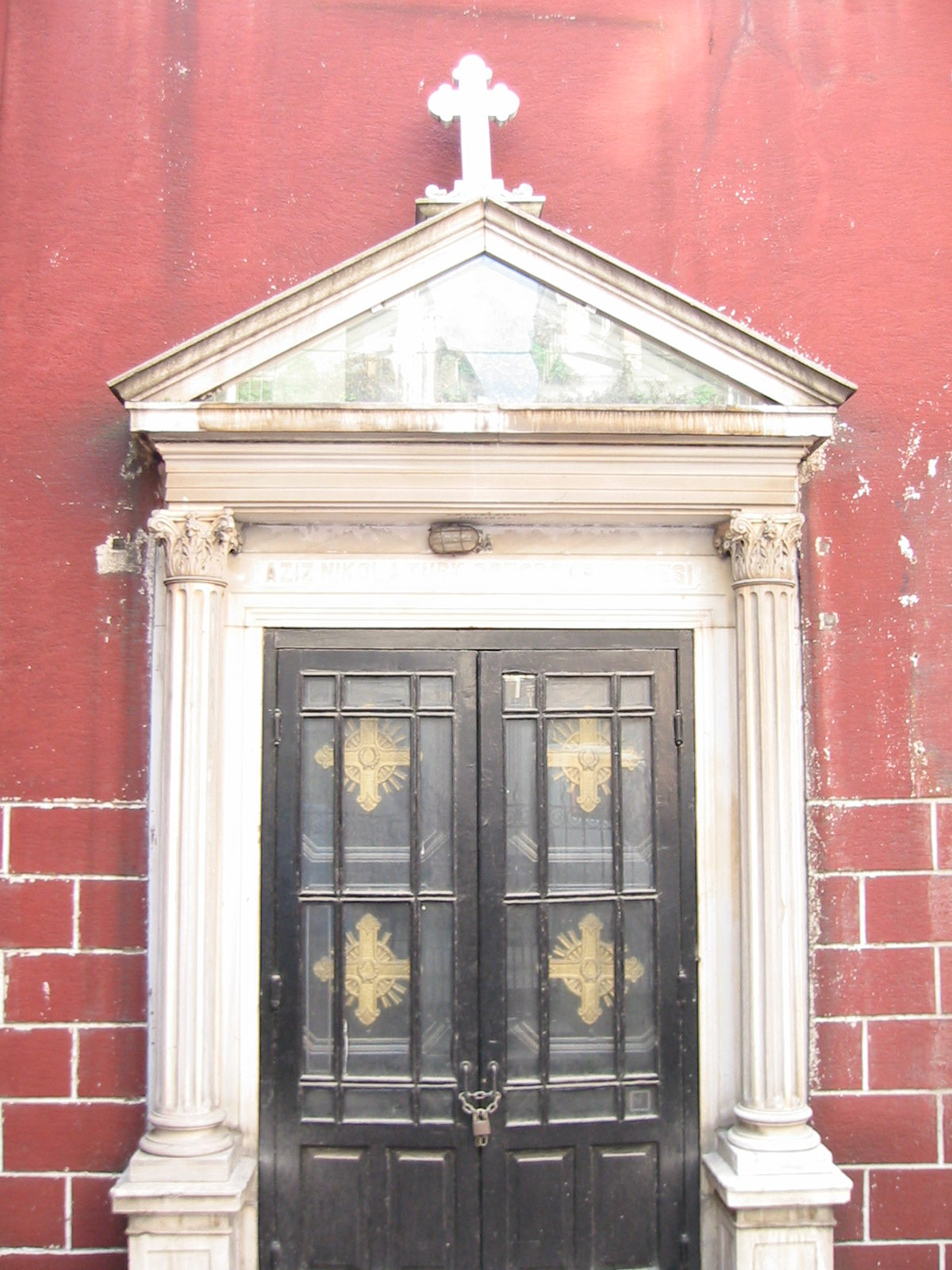
Iglesia de San Nicolás

- La iglesia de San Nicolás (Hagios Nikolaos) aparece también en el inventario de Tryfon, sin embargo la última reconstrucción fue realizada en 1804. En los primeros años del siglo XXI sufrió un incendio que destruyó una parte y tanto sus iconos como el barco de plata anteriormente citado, fueron trasladados a la iglesia de Santa María de Kaffa. El baptisterio (hagiasma) situado en el nártex data de 1867 y está dedicado a San Antonio.

El templo se halla en la esquina de Hoca Tahsin Sokağı con Mumhane Caddesi. No ofrece servicios religiosos ni puede ser visitado su interior.

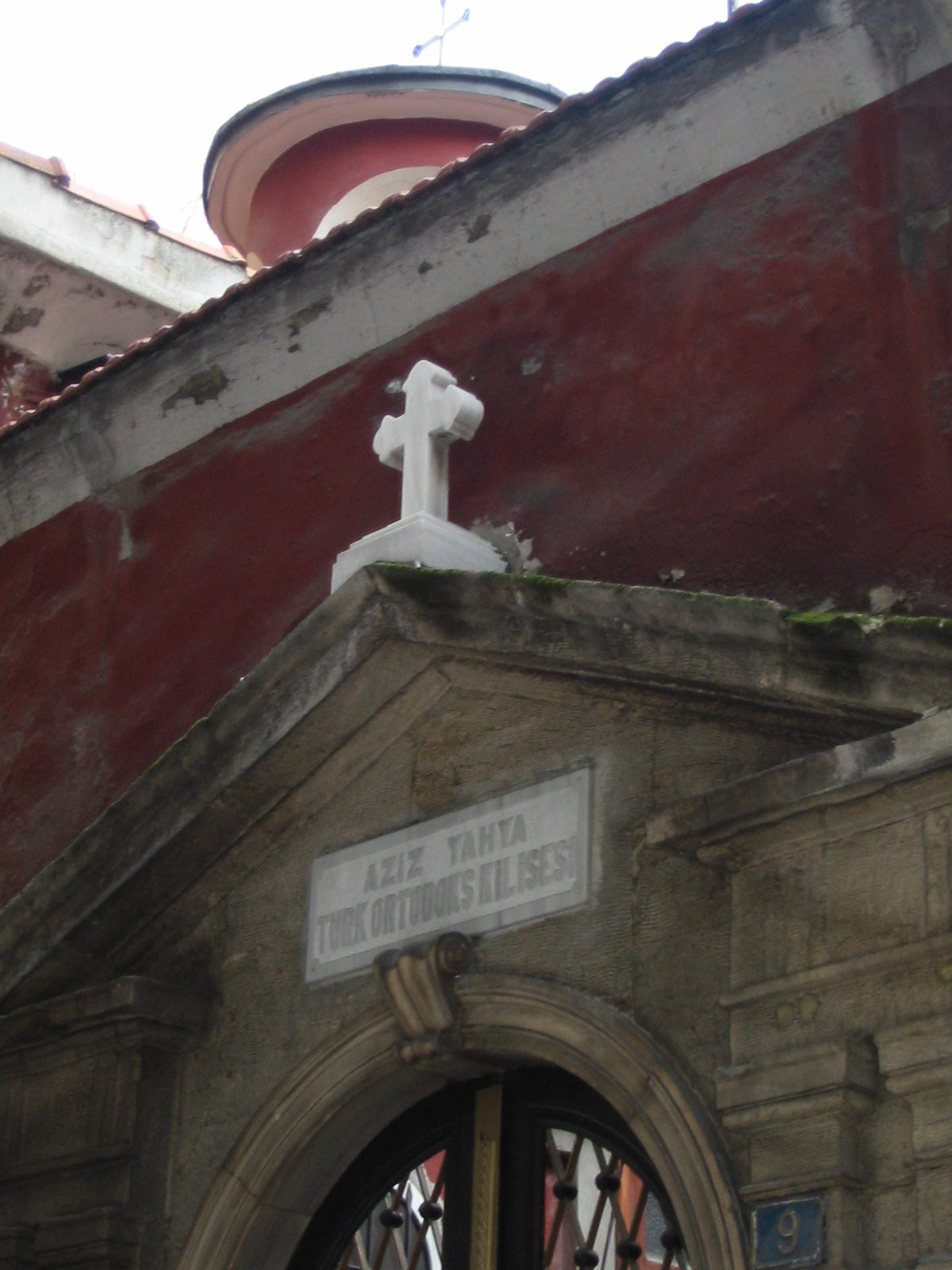
Iglesia de San Juan Bautista

- La iglesia de San Juan Bautista (Hagios Ioannes Prodromos) está igualmente en la lista de Tryfon. Fue destruida por un incendio en 1696 y reemplazada por una nueva en 1698. En 1836, los jonios reconstruyeron una vez más el edificio cuya estructura era en parte de madera. Finalmente en 1853, los arquitectos Matzini y Stamatis Falieros, con el permiso del sultán Abdülmecit I, dieron a la iglesia su aspecto actual.

En 1965, en plena crisis chipriota, la iglesia que dependía hasta ese momento del Patriarcado Ecuménico fue nacionalizada y posteriormente cedida (junto con la iglesia de San Nicolás) a la comunidad ortodoxa turca. Desde los años 90 se encuentra alquilada a la Iglesia Asiria (comunidad ortodoxa de doctrina nestoriana) que no posee templo propio en Estambul. Está situada en el número 15 de Vekilharç Sokağı.
- Además de estas iglesias el patriarcado es dueño de un número importante de locales comerciales, un edificio de oficinas con salas de reunión y un palacio de verano.[31]

## Patriarcas

Emblema del Patriarcado Ortodoxo Turco

- Papa Eftim I (Pavlos Efthimios Karahisarides, posteriormente cambió su nombre por el de Zeki Erenerol) 1923-1964. En 1964 renunció a su cargo de Patriarca por motivos de salud y le sucedió su hijo mayor. Murió el 14 de marzo de 1968.
- Papa Eftim II (Turgut Erenerol) 1964-1991. A su muerte, el 9 de mayo de 1991, fue sucedido por su hermano.
- Papa Eftim III (Selçuk Erenerol) 1991-2002. Unas semanas antes de morir, el 20 de diciembre de 2002, dimitió de su cargo por discrepancias políticas con el gobierno turco. El puesto fue ocupado por su hijo.
- Papa Eftim IV (Paşa Ümit Erenerol) 2002-actualidad. Detenido en febrero de 2008 bajo la acusación de participar en la red criminal Ergenekon.